# Islamia
Islamia is een geslacht van weekdieren uit de klasse van de Gastropoda (slakken).

## Soorten
- Islamia amiatae Esu & Girotti, 2015 †
- Islamia ateni (Boeters, 1969)
- Islamia bambolii Esu & Girotti, 2015 †
- Islamia bomangiana Boeters & Falkner, 2003
- Islamia bosniaca Radoman, 1973
- Islamia dmitroviciana Boeters, Glöer & Pešić, 2013
- Islamia emanuelei Girardi, 2009
- Islamia germaini Boeters & Falkner, 2003
- Islamia globulus (Bofill, 1909)
- Islamia henrici Arconada & Ramos, 2006
- Islamia lagari (Altimira, 1960)
- Islamia mienisi (Schütt, 1991)
- Islamia minuta (Draparnaud, 1805)
- Islamia montenegrina Glöer, Grego, Erőss & Fehér, 2015
- Islamia moquiniana (Dupuy, 1851)
- Islamia pallida Arconada & Ramos, 2006
- Islamia sarda Esu, 1984 †
- Islamia steffeki Glöer & Grego, 2015
- Islamia ucetiaensis Girardi & Boeters, 2015
- Islamia valvataeformis (Möllendorff, 1873)
- Islamia zermanica Radoman, 1974